# Anne V. Coates
Anne Voase Coates (Reigate, Surrey, 1925. december 12. – Los Angeles, Kalifornia, 2018. május 8.) Oscar-díjas brit filmvágó.

## Filmjei
- Pickwick Klub (The Pickwick Papers) (1952)
- Grand National Night (1953)
- Forbidden Cargo (1954)
- To Paris with Love (1955)
- Lost (1956)
- The Truth About Women (1957)
- Lópofa (The Horse's Mouth) (1958)
- A dicsőség hangjai (Tunes of Glory) (1960)
- Nem kell kopogni (Don't Bother to Knock) (1961)
- Arábiai Lawrence (Lawrence of Arabia) (1962)
- Becket (1964)
- A fiatal Cassidy (Young Cassidy) (1965)
- Azok a csodálatos férfiak a repülő masináikban (Those Magnificent Men in Their Flying Machines) (1965)
- Hotel Paradiso (1966)
- Nagy Katalin (Great Catherine) (1968)
- Szerencsevadászok (The Adventurers) (1970)
- Friends (1971)
- Ki megy a nő után? (Follow Me!) (1972)
- A War of Children (1972, tv-film)
- A Nelson-ügy (Bequest to the Nation) (1973)
- ITV Saturday Night Theatre (1973, tv-sorozat, egy epizód)
- Conflict (1973)
- 11 Harrowhouse (1974)
- Gyilkosság az Orient expresszen (Murder on the Orient Express) (1974)
- Péntek, a bennszülött (Man Friday) (1975)
- Aces High (1976)
- A sas leszállt (The Eagle Has Landed) (1976)
- Ördögi hagyaték (The Legacy) (1978)
- Az elefántember (The Elephant Man) (1980)
- Penzance kalózai (The Pirates of Penzance) (1983)
- Tarzan, a majmok ura (Greystoke: The Legend of Tarzan, Lord of the Apes) (1984)
- Lady Jane (1986)
- Piszkos alku (Raw Deal) (1986)
- He-Man – A világ ura (Masters of the Universe) (1987)
- Isten veled, király! (Farewell to the King) (1989)
- Idehallgass! (Listen to Me) (1989)
- Szeretlek holtodiglan (I Love You to Death) (1990)
- Isten nem ver Bobbal (What About Bob?) (1991)
- Chaplin (1992)
- Célkeresztben (In the Line of Fire) (1993)
- Pontiac expedíció (Pontiac Moon) (1994)
- Kongó (Congo) (1995)
- Sztriptíz (Striptease) (1996)
- Tengerre, tata! (Out to Sea) (1997)
- Mint a kámfor (Out of Sight) (1998)
- Ébren álmodó (Passion of Mind) (2000)
- Erin Brockovich – Zűrös természet (Erin Brockovich) (2000)
- Édes november (Sweet November) (2001)
- A hűtlen (Unfaithful) (2002)
- Életeken át (Taking Lives) (2004)
- Kettőt találhatsz (Catch and Release) (2006)
- Az arany iránytű (The Golden Compass) (2007)
- Eszeveszett küzdelem (Extraordinary Measures) (2010)
- A szürke ötven árnyalata (Fifty Shades of Grey) (2015)
- A Dolphin in Our Lake (2018)

## Díjai
- Oscar-díj (1963, az Arábiai Lawrence filmért)
- BAFTA Akadémiai tagság (2007)
- Életműdíj (Oscar-díj) (2017)